# 第12回世界ジャンボリー

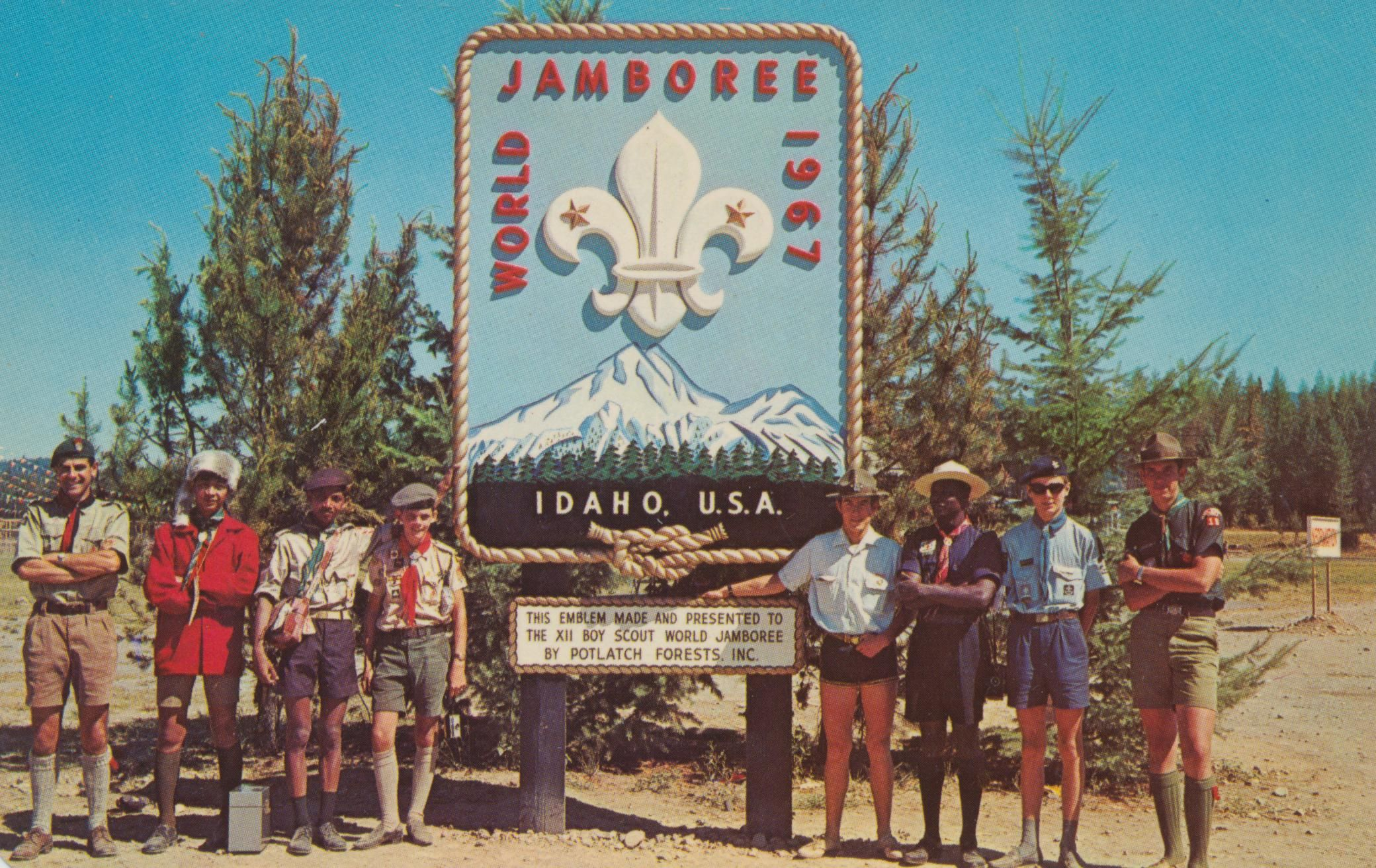
第12回世界ジャンボリー

第12回世界ジャンボリー（だい12かいせかいジャンボリー、英語: 12th World Jamboree）は、1967年7月31日から8月9日にかけてアメリカ合衆国アイダホ州ファラガット州立公園で開催された、世界最大のボーイスカウトの祭典である。 北アメリカで開催されたのはこれが2回目のことであった。

## テーマ
"For Friendship"（「友情のために」）

## 会場
会場となったファラガット州立公園はロッキー山脈にある。

## 参加者
105 カ国から 12,011 名が参加した。

### イギリス派遣団
イギリスからの参加者は1,300 名にのぼり、これは北アメリカ地域以外からの派遣では最大規模のものであった。イギリス連盟は創立60周年を記念して制服を新たものとし、この世界ジャンボリーの派遣に臨んだ。

## おもな来賓
- オレブ・ベーデン＝パウエル
- ヒューバート・H・ハンフリー米国副大統領（当時）